# Буксјер су Фроадмон
Буксјер су Фроадмон (фр. Bouxières-sous-Froidmont) насеље је и општина у североисточној Француској у региону Лорена, у департману Мерт и Мозел која припада префектури Нанси.
По подацима из 2011. године у општини је живело 290 становника, а густина насељености је износила 37,61 становника/km². Општина се простире на површини од 7,71 km². Налази се на средњој надморској висини од 386 метара (максималној 394 m, а минималној 179 m).

## Демографија
| 1962. | 1968. | 1975. | 1982. | 1990. | 1999. | 2011. |
| ----- | ----- | ----- | ----- | ----- | ----- | ----- |
| 187   | 198   | 187   | 200   | 239   | 266   | 290   |

График промене броја становника у току последњих година